# Sven Olsson i Labbemåla
Sven August Olsson (i riksdagen kallad Olsson i Labbemåla), född 23 januari 1870 i Kisa, död 20 augusti 1940 i Tjärstad, var en svensk lantbrukare och politiker (folkpartist). Far till riksdagsmannen Sigvard Rimås.
Sven Olsson var lantbrukare i Labbemåla i Tjärstad, där han också blev kommunalstämmans ordförande 1908 och var kommunalfullmäktiges ordförande 1922-1932. Han var även aktiv i missionsförbundet och i blåbandsrörelsen. 
Han var riksdagsledamot i andra kammaren 1920-1939, fram till 1921 för Östergötlands läns södra valkrets och från 1922 för Östergötlands läns valkrets. Som kandidat för Frisinnade landsföreningen anslöt han sig vid invalet till dess riksdagsparti Liberala samlingspartiet, och efter den liberala partisprängningen 1923 kvarstannade han bland de frisinnade och övergick därför 1924 till dess nya riksdagsparti Frisinnade folkpartiet innan han slutligen gick till det återförenade Folkpartiets riksdagsgrupp 1935. I riksdagen var han bland annat ledamot i första lagutskottet 1925-1930 samt 1937-1939.